# هجوم شمال حلب (فبراير 2016)
يشير هجوم شمال حلب (فبراير 2016) إلى عملية عسكرية قام بها الجيش العربي السوري وحلفاؤه في أوائل فبراير 2016 في شمال غرب حلب. وقد نجح الهجوم بنجاح في كسر حصار نبل والزهراء الذي استمر ثلاث سنوات، مما أدى فعليا إلى قطع طريق الإمداد الرئيسي للثوار السوريين من تركيا.

## الأعمال التحضيرية
خلال الجزء الأخير من يناير 2016، بدأت أنباء عن إرسال تعزيزات كبيرة إلى حلب من دمشق، استعدادا لشن هجوم جديد. وأفادت التقارير بأنه تم نشر ما يقرب من 3,000 جندي إضافي، ولكن تم حجب مواقعهم بالضبط.

## الهجوم

### كسر حصار نبر والزهراء

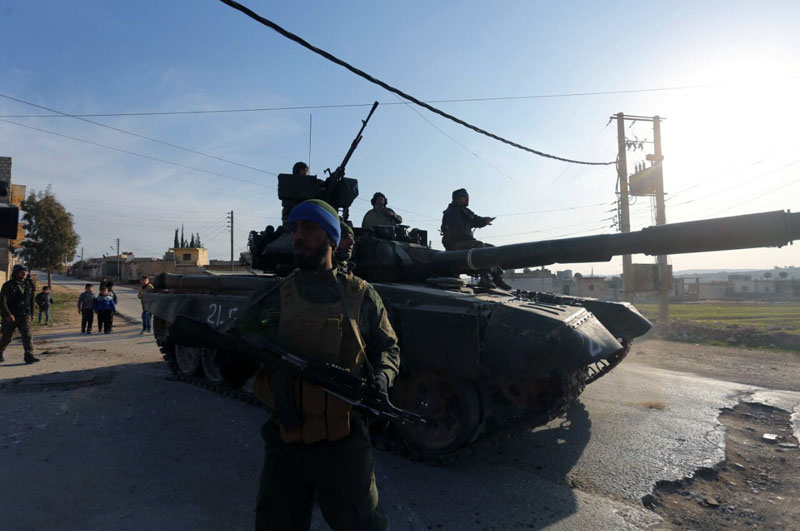
القوات الموالية للحكومة في جيب نبل والزهراء بعد كسر الحصار.

في 1 فبراير 2016، هاجمت قوة مشتركة تتألف من الفرقة الميكانيكية الرابعة، قوات الدفاع الوطني، حزب الله، كتائب حزب الله، وحركة حزب الله النجباء (المنظمات شبه العسكرية الشيعية العراقية المدعومة من إيران)، مواقع المتمردين حول بلدتي دوير الزيتون وباشكوي.
بعد تأمين دوير الزيتون، تحول الجيش السوري وحلفاؤه شمالا واخرجو الثوار من بلدة تل جبين في غضون ساعتين. وبقيادة وحدات حزب الله، ضرب الثوار بعد ذلك في مزارع الملاح حيث قاموا بدفاع محدد.
بالإشارة إلى هذه العملية، أعلنت جماعات المعارضة في محادثات السلام السورية في جنيف رسميا في 1 فبراير 2016 أنها قد اختارت الخروج وعلقت المحادثات. وقال قادة المعارضة إنهم يأملون في أن يؤدي انهيار محادثات السلام إلى «إقناع مؤيديهم الأجانب، ومن بينهم تركيا والسعودية، بأن الوقت قد حان لإرسال أسلحة أكثر قوة وتقدما، بما في ذلك صواريخ مضادة للطائرات». وقال أحد زعماء المعارضة إنه يتوقع «شيئا جديدا، إن شاء الله» بعد فشل محادثات جنيف.
وبحلول 2 فبراير، كانت القوات الحكومية قد تقدم إلى الشمال من تل جبين وأمنت بلدة حردتنين. واستمرارا لهجومه، استولى الجيش بشكل مؤقت على رتيان قبل أن يتم صده بهجوم مضاد للثوار في وقت لاحق من اليوم. وتمكن جهد لاحق من دخول رتيان في أعماق وسط البلدة مما جعل 75 في المائة من المدينة تحت سيطرة الحكومة. وبالإضافة إلى تقدم الحكومة من الشرق، أطلق المقاتلون المحاطون في جيب نبل والزهراء هجوما تكميليا من الغرب وتمكنوا من اتخاذ بعض الأرض.
وتعرضت قرية معرسة الخان لهجوم شنته القوات الحكومية في 3 فبراير في حركة الكماشة. سقوط هذه القرية فتح جسر بري وكسر الحصار عن نبل والزهراء في اليوم نفسه. وشكر السكان الحكومة وإيران وحزب الله في مشاهد احتفالية من المدن التي بثتها المنار التابعة لحزب الله. قتل 11 قائدا للمعارضة في العملية.

### شن هجوم قوات سوريا الديمقراطية والمعركة من أجل رتيان
في 4 فبراير، شنت قوات سوريا الديمقراطية التي يقودها وحدات حماية الشعب أيضا هجوما على المتمردين في شمال حلب، وسيطرت على الزيارة وخريبة، إلى الشمال من نبل. وفي الوقت نفسه، قامت القوات الحكومية بالسيطرة على بلدتي ماير وكفر نايا.
بحلول 5 فبراير، سيطر الجيش على رتيان، في حين أعاد المتمردون السيطرة على كفر نايا بعد هجوم مضاد من الشمال. وقامت جبهة الشام المتمردة بإجلاء مقرها في رتيان بعد مقتل أكثر من عشرة من مقاتليها وإصابة أكثر من عشرة آخرين بجروح. وفي وقت لاحق من اليوم، قامت الفرقة الميكانيكية الرابعة مع قوات الدفاع الوطني، وحزب الله، والوحدات شبه العسكرية العراقية بالتقدم من بلدة ماير التي تم الاستيلاء عليها مؤخرا، وطردت المتمردين من مزارع أبو فريد والبابلى المجاورة. واستعاد المتمردون السيطرة على النصف الغربي من رتيان في هجوم مضاد آخر. وبحلول المساء، وصل الجيش إلى مواقع تطل على بيانون، مع استمرار الاشتباكات في القرية. وفر آلاف الأشخاص في المنطقة باتجاه الحدود التركية.
وفي اليوم التالي، استولت القوات الحكومية على كل رتيان، وكذلك على طريق باشكوي-رتيان، بعد تأمين مصنع الصابون. وفي المجموع، قُتل 160 مقاتل من المقاتلين على الجانبين في معركة القرية في اليوم السابق، بمن في هم 100 من المتمردين و60 من المقاتلين الحكوميين. من بين الضحايا الحكوميين، كان الجنرال حافظ أحمد العباس وقائد حزب الله حيدر فريز، في حين كان أحد المقاتلين المتمردين القتلى على الأقل جنديا طفلا، حيث أفيد بأن المتمردين كانوا يرسلون المزيد من المقاتلين الأطفال إلى الخط الأمامي بسبب الافتقار إلى القوة العاملة. قتل مراسل الحرب اللبناني علي يوسف داشو أثناء تغطيته لمعركة راتاريان من جانب الحكومة.
في وقت لاحق من 6 فبراير، استولت وحدات حماية الشعب وجيش الثوار على قريتين، وتلة ومطحنة الفيصل. وكانت إحدى القرى هي العلقمية، بالقرب من قاعدة منغ الجوية التي يسيطر عليها المتمردون، وفي الجنوب، استولت القوات التي تقودها وحدات حماية الشعب على المحجر وطلعت الفران التي تطل على تنورة. بلدة منغ ضربتها القاذفات الروسية بعدما تردد أن قوات الدفاع عن النفس حذرت المتمردين لتسليم البلدة لتجنب الضربات. وصلت قوات سوريا الديمقراطية أيضا إلى المدخل الجنوبي لبلدة دير جمال.
في بداية 7 فبراير، كانت القوات الحكومية على بعد سبعة كيلومترات من تل رفعت التي يسيطر عليها المتمردون. ثم تقدمت واستولت على قرية كفين، ليصل بها إلى مسافة خمسة كيلومترات من تل رفعت، وبعد ذلك قاموا بالهجوم على كفر نايا من جانبين مختلفين. في الوقت نفسه، قامت قوات سوريا الديمقراطية بالاستيلاء على ثلاث قرى خلال اليوم، بما في ذلك إجار وتلها، ومرعناز ودير جمال. خلال تقدم قوات سوريا الديمقراطية في دير جمال، انشقت وحدة من لواء صقور الجبل المحلي إلى جيش الثوار وسلمت دير جمال إلى قوات سوريا الديمقراطية. وسيطرت قوات سوريا الديمقراطية أيضا على الطريق إلى الجنوب من دير جمال بشكل كامل، مما منع القوات الحكومية من التقدم على تل رفعت عبر هذا الطريق. أفادت التقارير بأن الجيش وقوات سوريا الديمقراطية قد قاما بإنشاء نقطة تفتيش مشتركة بالقرب من كفين لتجنب المناوشات المحتملة. استمرت الغارات الجوية الروسية الكثيفة ضد منغ طوال الليلة التالية.

### الاستيلاء على قاعدة منغ العسكرية
اعتبارا من 8 فبراير، لم يتم حتى الآن تسليم المتمردين لمنغ وقاعدتها الجوية إلى القوات الكردية بسبب خلاف بين جماعتين متمردتين، بينما استولت قوات سوريا الديمقراطية على كفر أنطون جنوب القاعدة. وفي الوقت نفسه، بدأ الجيش هجوما في اتجاه تنورة، جنوب نبل والزهراء، مما ادى إلى اندلاع القتال في التلال التي تطل على القرية. تم صد الهجوم. نمر شكري، قائد أحرار الشام، قتل خلال النهار.
في 9 فبراير، استولت قوات سوريا الديمقراطية (وحدات حماية الشعب وجيش الثوار) على المشتل، شمال غرب قاعدة منغ الجوية. وفي الجنوب، شوهدت قافلة للمتمردين تضم 100 مركبة تحمل تعزيزات وذخيرة وهي مسافرة من إدلب باتجاه حلب. وفي وقت لاحق، أفادت التقارير بأن القوات الجوية السورية دمرت قافلة للمتمردين، بما في ذلك أكثر من 20 مركبة، على طريق حلب-اللاذقية السريع (الطريق السريع M4).
في 10 فبراير، استمر القتال في منطقة منغ وفي القاعدة الجوية على الرغم من مزاعم ليلة سابقة بأن قوات سوريا الديمقراطية استولت على القاعدة وقريتها. ووقعت مزيد من الاشتباكات في تنورة. وفي ذلك المساء، استولت قوات سوريا الديمقراطية على مطار منغ العسكري وقرية منغ بعد إصابة القاعدة بما لا يقل عن 30 غارة جوية روسية. من ناحية أخرى، وبعد ثلاثة أيام من المعارك، اقتحم الجيش وقوات الدفاع الوطني وحزب الله مواقع للمتمردين حول كفر نايا واستولوا على القرية.

### قوات سوريا الديمقراطية تتقدم إلى الشمال والحكومة تتقدم إلى الجنوب والقصف التركي

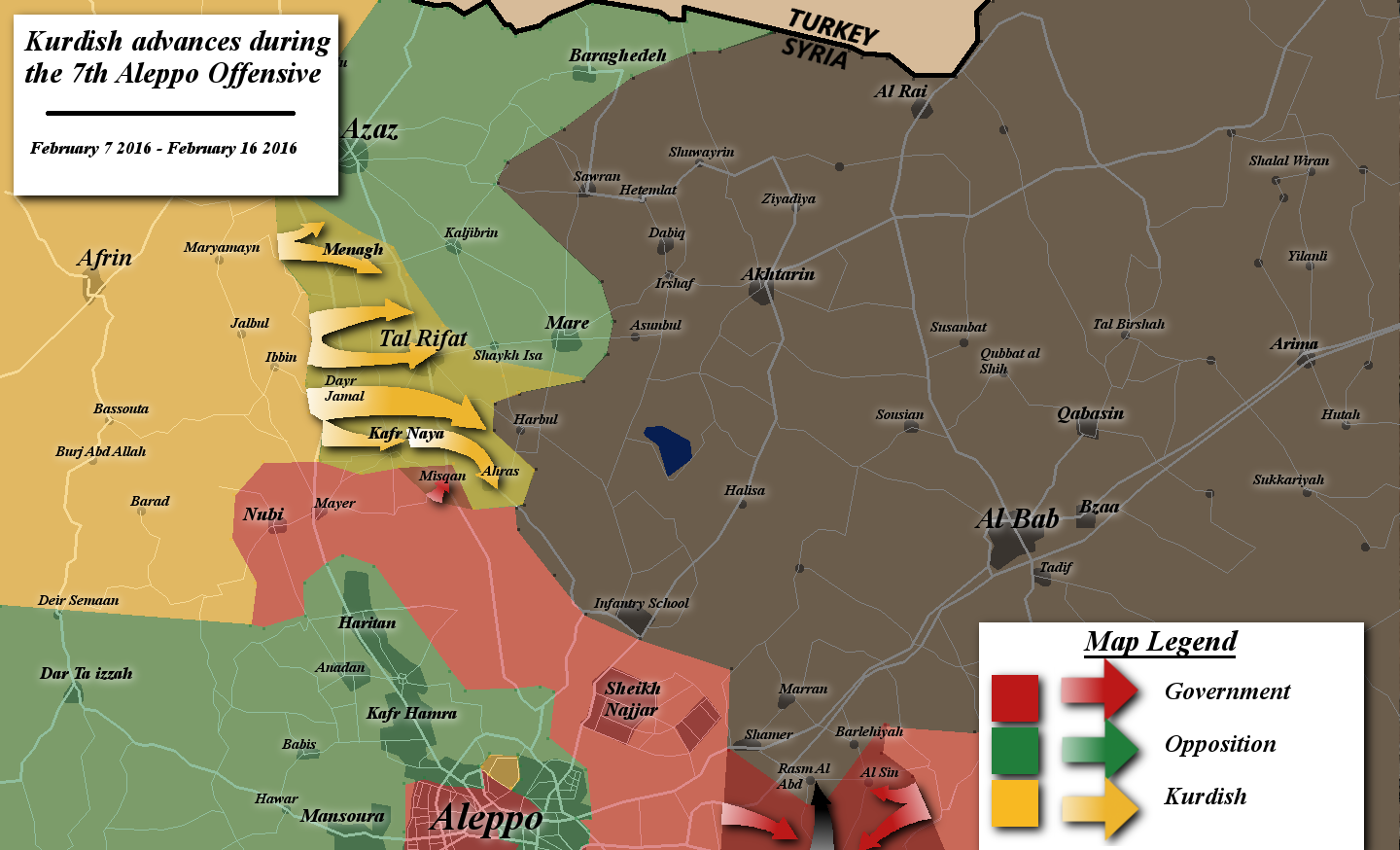
خريطة التقدم الكردي خلال الهجوم

في أواخر يوم 11 فبراير، ووفقا لعدة تقارير، وصلت قوات سوريا الديمقراطية إلى الضواحي الغربية لأعزاز، حيث وقعت اشتباكات في المستشفى الوطني ونقطة تفتيش الشط، على بعد كيلومترين من المدينة. ومع ذلك، نفت قوات سوريا الديمقراطية أنها بدأت هجوما على أعزاز. في صباح اليوم التالي، سيطرت القوات الحكومية على الدهرات القرنة وتلال الدهرات القصير، بالقرب من تنورة، في أعقاب هجومها الثاني على المنطقة خلال الأسبوع. ثم استولت على مقالع تنورة وبحلول المساء الجزء الشمالي من تنورة نفسه. وهذا التقدم أعاد الجيش إلى جبل سمعان للمرة الأولى بعد ثلاث سنوات ونصف السنة. في أماكن أخرى، تقدمت قوات سوريا الديمقراطية بالقرب من كفر أنطون، ويزعم أنها استولت على نقطة تفتيش الشط، بالقرب من أعزاز.
وفي 13 فبراير، تمكن الجيش بشكل كامل من تأمين تنورة، وتقدم نحو عندان، في حين أصابت 20–46 ضربة جوية تل رفعت. إلى الشمال، قصفت المدفعية التركية قوات سوريا الديمقراطية في قاعدة منغ الجوية التي استولت عليها مؤخرا وقرية باستمرار لمدة ثلاث ساعات، بعد أن جاءت قوات سوريا الديمقراطية في حدود 500 متر من أعزاز. أفادت عدة مواقع على موقع تويتر بأن هذا كان دعما لهجوم مضاد للمتمردين، وهو ما تم صده في نهاية المطاف. ادعى مسؤول تركي أن القصف جاء ردا على قيام وحدات حماية الشعب بقصف المواقع العسكرية الحدودية التركية، في حين طالب رئيس الوزراء التركي أحمد داود أوغلو بانسحاب قوات سوريا الديمقراطية من جميع الأراضي التي استولت عليها مؤخرا. ذكرت قوات سوريا الديمقراطية أنها لن تتراجع، وعلى الرغم من القصف التركي، شنت هجوما من شقين على تل رفعت. قامت بالسيطرة على قرية عين دقنة، على الطريق بين تل رفعت وأعزاز، وتقدمت إلى الضواحي الغربية من تل رفعت.
في 14 فبراير، قصف الجيش التركي القوات الكردية لليوم الثاني، في حين قامت القوات الحكومية بمحاولات للتقدم من تنورة إلى عندان. خلال اليوم، عبر 350 مقاتلا متمردا إلى سوريا من تركيا لتعزيز تل رفعت. ودخلوا عبر معبر أطمه العسكري الحدودي وبموافقة السلطات التركية بعد أن عبروا في وقت سابق إلى داخل تركيا من محافظة إدلب السورية. في وقت متأخر من ذلك المساء، دخلت قوات قوات سوريا الديمقراطية إلى المنطقتين الغربية والشمالية لتل رفعت ووصلت إلى محطة القطار حيث وقعت اشتباكات، وبعدها سيطرت على المحطة، تركها في السيطرة على معظم البلدة (70 في المائة) بحلول الصباح. إن السهولة النسبية التي اقتحمت بها قوات سوريا الديمقراطية إلى تل رفعت كانت بسبب عدم بناء خطوط دفاع للمتمردين على الجانب الغربي من البلدة. كما استولت قوات سوريا الديمقراطية على كفر خاشر، بعد قطع الطريق بينها وبين أعزاز، تاركة أولئك في أزاز في خوف من شن هجوم وشيك على البلدة. بذلت قوات سوريا الديمقراطية أيضا محاولات للتقدم نحو منطقة كلجبرين، حيث اقتربت من الأراضي التي يسيطر عليها تنظيم الدولة الإسلامية.
في 15 فبراير، انسحبت القوات الحكومية من كفر نايا، وسلمت السيطرة على البلدة إلى قوات سوريا الديمقراطية. استولت قوات سوريا الديمقراطية أيضا على كفر ناصح وطهرت تل رفعت بالكامل، بينما استولت القوات الحكومية على قريتي مسقان وأحرص في جنوب البلدة. في هذه المرحلة، كانت قوات سوريا الديمقراطية على بعد 6 كيلومترات من أراضي تنظيم الدولة الإسلامية في العراق والشام. تعهد رئيس الوزراء التركي «بأننا لن نسمح بسقوط أعزاز» وحذر قوات سوريا الديمقراطية من التحرك إلى الشرق من عفرين أو غرب الفرات (إلى داخل أراضي الدولة الإسلامية)، حيث استمر القصف التركي لليوم الثالث، بما في ذلك قصف أهداف للرفاعي. ودعا نائب الرئيس الأمريكي جو بايدن رئيس الوزراء التركي إلى «وقف التصعيد» و «وقف القصف المدفعي على الأكراد». وتلقى هذا النداء «دهشته» من المسؤولين الأتراك.
في 16 فبراير، أفادت التقارير بأن قوات المتمردين وافقت على الانسحاب من مارع (على خط الجبهة مع تنظيم الدولة الإسلامية في العراق والشام)، وبالتالي تركتها لقوات سوريا الديمقراطية. ومع ذلك، رفض المتمردون ذلك. وبالإضافة إلى ذلك، كانت هناك تكهنات بأن الجيش سيسلم أحرص إلى قوات سوريا الديمقراطية للتخفيف من حدة التوترات وتجنب الاشتباكات المحتملة في المستقبل. في وقت لاحق من ذلك اليوم، استولت قوات سوريا الديمقراطية على الشيخ عيسى، الواقعة بالقرب من مارع. في الوقت نفسه، واصلت تركيا غارات المدفعية ضد قوات سوريا الديمقراطية.

## أعقابه – تقدم قوات سوريا الديمقراطية في مدينة حلب واندفاع الجيش الشمالي الغربي
خلال الليل ما بين 16 و17 فبراير ، ذكرت عدة تقارير غير مؤكدة أن قوات سوريا الديمقراطية قد قطعت طريق الكاستيلو ، الذي كان آخر طريق إمداد للمتمردين إلى الجزء الذي تسيطر عليه المعارضة من مدينة حلب. وفي صباح اليوم التالي ، تأكد أن قوات سوريا الديمقراطية قد شنت هجوما من منطقة الشيخ مقصود التابعة لقوات سوريا الديمقراطية ضد مواقع المتمردين : في منطقة بني زيد (إلى الغرب)، وفي منطقة بستان الباشا (إلى الشرق)، وفي منطقة الأشرفية (إلى الجنوب)، وفي طريق كاستيلو (إلى الشمال). وفي الوقت نفسه ، أفاد جيش الثوار التابع لقوات سوريا الديمقراطية بأن مواقعه في بستان الباشا تعرضت لهجوم من جانب الجيش السوري من جانب وجيش حلب بقيادة أحرار الشام على الجانب الآخر.